# Macphersonia
Macphersonia é um género botânico pertencente à família Sapindaceae.